# Nils Christoffer Dunér
Nils Christoffer Dunér (Billeberga, Malmöhus län, 21 de mayo de 1839 - Estocolmo, 10 de noviembre de 1914) fue un astrónomo sueco.

## Semblanza
| Sus padres fueron Nils Dunér y Petronella (nacida Schlyter). Dunér obtuvo su doctorado en la Universidad de Lund en 1862, trabajando en el observatorio de esta universidad a partir de 1864 y como profesor de astronomía en la Universidad de Upsala desde 1888. Dunér participó en 1861 y 1864 las expediciones suecas a las islas Spitsbergen , realizando numerosos viajes científicos a Dinamarca, Alemania, Austria, Suiza, Francia, Holanda, Bélgica y Rusia. En 1863 fue cofundador de la Astronomische Gesellschaft, sociedad astronómica a cuya junta pertenecía. Asistió en 1887 al Congreso de París, donde se celebraron las reuniones para la preparación de la Carte du Ciel por procedimientos fotográficos y de un catálogo de todas las estrellas hasta la magnitud 11, siendo elegido miembro del "Comité permanente". En 1898, fue designado miembro de la Comisión Real para la ejecución de la medición del grado del meridiano de Spitzberg, y en 1900 miembro de la comisión de la Astronomische Gesellschaft para la elaboración de un catálogo de estrellas variables. Fue miembro de la Sociedad Fisiográfica de Lund (1864), de la Academia de Ciencias de Suecia (1881) y de la Sociedad de Ciencias de Uppsala (1888), perteneciendo también a numerosas sociedades científicas extranjeras. |

## Reconocimientos
- Fue galardonado con el Premio Lalande en 1887.[3]
- Recibió la medalla Rumford en 1892.

## Eponimia
- En las Islas Svalbard, el monte Dunérfjellet (en Svenskøya), la bahía Dunérbukta (en Sabine Land), y el promontorio Kapp Dunér, el punto más occidental de la Isla del Oso, llevan su nombre.[4][5][6]
- En 1979, la Unión Astronómica Internacional dio su nombre al cráter lunar Dunér.

## Référencias
1. ↑  Hockey, Thomas (2009). The Biographical Encyclopedia of Astronomers. Springer Publishing. ISBN 978-0-387-31022-0. Consultado el 22 de agosto de 2012.
2. ↑  «Nils Christofer Dunér». Svenskt biografiskt lexikon (SBL) (en sueco). «Diccionario Biográfico Nacional de Suecia».
3. ↑  «Paris. Academy of Sciences, December 26, 1887». Nature 37 (949): 239-240. 5 de enero de 1888. doi:10.1038/037239a0.
4. ↑  «Dunérfjellet (Svalbard)». Instituto Polar Noruego. Archivado desde el original el 4 de marzo de 2016. Consultado el 4 de junio de 2014.
5. ↑  «Dunérbukta (Svalbard)». Instituto Polar Noruego. Archivado desde el original el 16 de julio de 2014. Consultado el 4 de junio de 2014.
6. ↑  «Kapp Dunér (Svalbard)». Instituto Polar Noruego. Archivado desde el original el 4 de marzo de 2016. Consultado el 4 de junio de 2014.

- Datos: Q1348320
- Multimedia: Nils Dunér / Q1348320